# Manifeste des intellectuels français contre les crimes britanniques
Le Manifeste des intellectuels français contre les crimes britanniques (ou anglais) est un manifeste publié dans des journaux français en mars 1942, durant l'Occupation, et signé par diverses personnalités, souvent collaborationnistes, plus ou moins éminentes. Ce manifeste vise à dénoncer les bombardements britanniques en France et à appeler à la collaboration franco-allemande.

## Contexte
Dans le contexte de la Seconde Guerre mondiale, le territoire de la France métropolitaine est divisé en plusieurs zones. Le Nord et l'Ouest forment la zone Nord, occupée par les Allemands depuis la défaite des armées françaises en 1940 et l'armistice du 22 juin 1940. La France est dirigée par le maréchal Pétain, établi à Vichy, en zone libre. Le régime de Vichy pratique une collaboration d'État. Des personnalités, des journalistes, des partis politiques comme le Parti populaire français de Jacques Doriot veulent aller plus loin dans la collaboration franco-allemande : ce sont les milieux dits collaborationnistes. 
Dans la nuit du 3 au 4 mars 1942, des avions britanniques de la Royal Air Force ont bombardé les usines Renault à Boulogne-Billancourt, dans la banlieue parisienne, visant leurs ateliers de réparation de chars et de camions de la Wehrmacht. Les victimes parmi la population civile sont nombreuses : 623 morts, plus de 1 500 blessés et beaucoup de sinistrés. C'est le premier grand bombardement massif des Alliés sur le territoire français de la métropole depuis la signature de l'armistice. L'événement a un grand retentissement médiatique et politique. Le régime de Vichy ordonne une journée de deuil national et une cérémonie est organisée à Paris place de la Concorde le 7 mars,,.

## Initiateurs du manifeste
Le manifeste est initié par les Cercles populaires français, antenne culturelle du Parti populaire français (PPF) présidée par l'Académicien Abel Bonnard,. C'est l'écrivain et cadre du PPF Ramon Fernandez, secrétaire général des Cercles, qui est chargé de recueillir les signatures. C'est pourquoi leurs deux noms sont cités en premier par les journaux. D'autres signataires sont liés au PPF. Henri Lèbre est le directeur du quotidien parisien du PPF, Le Cri du peuple, Rouchon est son rédacteur en chef, Sicard, membre du bureau politique du parti, est quant à lui le rédacteur en chef de L'Émancipation nationale, l'hebdomadaire de ce parti collaborationniste. D'autres signataires sont membres du PPF, écrivent dans ses périodiques, tels Cousteau, Montandon, Querrioux ou Soupault, militent aux Cercles populaires (Boulenger, Boursat, futur animateur de la commission d'études raciales du PPF, Vignard, à Lyon ). D'autres sont des cadres du parti, à Paris, tels Vauquelin, secrétaire national à la propagande et futur responsable national des Jeunesses du parti, ou Raymond Auriac, délégué adjoint à la propagande du PPF,, ou en province, tel le docteur Wangermez, futur secrétaire fédéral du PPF en Gironde.
Le manifeste accompagné de ses premiers signataires est d'abord publié dans Le Cri du peuple, dans son numéro daté du 8 mars 1942, sous le titre : « Un manifeste des intellectuels français contre les crimes britanniques ». Deux quotidiens parisiens collaborationnistes, Le Petit Parisien, qui reprend le même titre (« Manifeste des intellectuels français contre les crimes britanniques »), et Le Matin, sous le titre « Les intellectuels français contre les crimes anglais »,, reproduisent le texte et donnent la liste des premiers signataires. L'Émancipation nationale, dans son numéro du 14 mars 1942, publie aussi le texte et la liste de ces signataires. Des extraits du texte et des noms de signataires sont publiés en zone Nord par des journaux comme le quotidien breton L'Ouest-Éclair ou Le Réveil du Nord.
Selon plusieurs auteurs, c'est l'unique manifeste paru en France sous l'Occupation,.

## Contenu du manifeste
Le manifeste dénonce le « sauvage attentat britannique (...) qui a révolté la conscience du monde civilisé ». Le bombardement traduit selon le texte « la volonté systématique de l'Angleterre de frapper, par la terreur, un peuple désarmé qui dans l'honneur et le travail s'applique à refaire la France ». Le manifeste accuse le gouvernement britannique de vouloir « briser toute renaissance française », de « susciter dans notre pays, sur l'ordre de son cher allié Staline, des troubles, une anarchie économique et morale, (...) une révolution sanglante. » « L'Angleterre n'a qu'un intérêt, un seul, c'est que la France n'existe pratiquement plus. Si la France et l'Allemagne s'entendent, l'Angleterre est perdue, elle le sait. Si la France et l'Allemagne s'entendent, la France est sauvée. Comprenez-le », poursuit le manifeste qui affirme que « l'Angleterre veut entrainer la France dans la ruine comme elle l'a entrainée dans la guerre ». Le texte continue ainsi : « La Grande-Bretagne, qui a toujours affiché le plus profond mépris pour les populations coloniales qu'elle avait conquises, demeure fidèle à sa conception que les nègres commencent à Calais. Le pays des millionnaires et des chômeurs ne craint pas de distribuer, à coups de bombes, les chômeurs et les cadavres ».
Le manifeste est selon la sociologue Gisèle Sapiro un « instrument de propagande en faveur de la collaboration franco-allemande ».

## Signataires
Les premiers signataires sont notamment, selon Jean-François Sirinelli : Abel Bonnard, de l'Académie française, Ramon Fernandez, Jean Ajalbert, Henri Béraud, Georges Blond, Robert Brasillach, rédacteur en chef de Je suis partout, Horace de Carbuccia, directeur de Gringoire, Louis-Ferdinand Céline, Paul Chack, Alphonse de Châteaubriant, Maurice Donnay, de l'Académie française, Pierre Drieu la Rochelle, Philippe Henriot, Abel Hermant, de l'Académie française, Claude Jeantet, rédacteur en chef du Petit Parisien, Alain Laubreaux, Charles Lesca, directeur de Je suis partout, Jean Luchaire, le professeur George Montandon, Maurice-Ivan Sicard, Georges Suarez et Jean de La Varende.
Figurent aussi parmi les premiers signataires : Denys Amiel, Bernard Gaubert d'Aubagnat, directeur-rédacteur en chef de Jeunesse, Jacques Boulenger, le docteur Charles Boursat, Mgr Cesarini, André Chaumet, le savant Georges Claude, le général de division Louis Kieffer, Roger de Lafforest, Henri Lèbre, Louis-Charles Lecoc, secrétaire général de l'exposition Le Bolchevisme contre l'Europe, Jean-Pierre Maxence, Jacques Ménard, rédacteur en chef du Matin et président de l'Association des journalistes antijuifs, Georges Prade, secrétaire général des Nouveaux Temps, le médecin-général Régis Sabatier, le caricaturiste Ralph Soupault, le chanoine Alphonse Tricot, vice-recteur de l'Institut catholique de Paris, Roger Vauquelin, le docteur Vignard, chirurgien honoraire à Lyon, Charles Wangermez, professeur de médecine à la faculté de Bordeaux, etc.
Le Matin, Le Cri du peuple et L'Émancipation nationale annoncent de nouveaux signataires par la suite : Raymond Auriac, directeur de la propagande de la branche parisienne du Secours national, le baron Jean de Beaulieu, homme de lettres, Robert de Beauplan, Pierre Bonardi, René Borelly, directeur de la revue consacrée à l'art Atalante, Alcanter de Brahm, Gabrielle Castelot, Armand Charpentier, Henry Coston, Pierre-Antoine Cousteau, la pianiste Lucienne Delforge, C-E Duguet, du Matin, secrétaire général de l'Association des journalistes antijuifs, Maurice Duplay, l'écrivain Roland Engerand, Camille Ferri-Pisani, directeur littéraire des éditions de France (possédées par Carbuccia), écrivain et collaborateur de Gringoire, le comédien Jacques de Féraudy, Camille Fégy, rédacteur en chef de La Gerbe, le journaliste Max de Fourcauld, le poète et dramaturge Max Frantel, critique à  Comœdia, l'écrivain bourguignon Gustave Gasser, José Germain, le critique d'art Robert Guillou, l'abbé Pierre-Louis Guinchard, Jean Héritier, le général de corps aérien Henri-Jean Jauneaud, Armand Laclau, peintre, Paul Lafitte, secrétaire général du Centre d'action et de documentation antimaçonnique, Jacques de Lesdain, Louis Le Fur, président de la section juridique du groupe Collaboration, Jean Lestandi, directeur de l'hebdomadaire Au pilori, Paul Lombard, rédacteur en chef de Gringoire, Henri-Marcel Magne, professeur au Conservatoire des Arts et métiers, le docteur Tartarin Malachowski, médecin honoraire de la Marine, Alfred Mallet, rédacteur en chef du magazine hebdomadaire Toute la vie et journaliste aux Nouveaux Temps, Abel Manouvriez, Camille Mauclair, Charles Méré, Jean Méricourt, rédacteur en chef d'Au Pilori, Alphonse Mortier, directeur de l'hebdomadaire Le Réveil de l'Ouest, René Moulin, membre du comité d'honneur du groupe Collaboration, le professeur Émile Perrot, de l'Académie de médecine, Lucien Pemjean, Edmond Pilon, Jacques Ploncard d'Assac, René Pichard du Page, vice-président du groupe Collaboration, Pierre de Pressac, conseiller municipal de Paris et directeur de l'hebdomadaire L'Opinion, le comte de Puységur, le docteur Fernand Querrioux, le médecin-général Paul Rebierre, Jean Robiquet, Étienne Rouchon, du Cri du peuple, Jacques Roujon, directeur général du Petit Parisien, Louis-Charles Royer, Jean Sarment, président de la section des arts dramatiques du groupe Collaboration, Clément Serpeille de Gobineau, René Salomé, écrivain, Titaÿna, le commandant Auguste Tuloup (alias Guy d'Armor), homme de lettres breton, André Valtry, secrétaire général de La Gerbe, Albert Vigneau, Francis Vincent, recteur de l'Université catholique d'Angers, etc. 
L'Émancipation nationale annonce en avril qu'Henri Béraud, présenté comme l'un des premiers signataires dans les journaux ayant publié le manifeste, n'a en fait pas signé le texte car il ne lui a pas été présenté. Le Cri du peuple annonce le même mois l'adhésion d'André Thérive au manifeste.
Le journaliste André Algarron est présenté comme un signataire selon une autre source.
Quelques personnalités collaborationnistes ont donc signé ce manifeste (Bonnard, Brasillach, Châteaubriant, Henriot, Luchaire). Des noms n'apparaissent pas comme ceux de Marcel Déat, dirigeant du RNP (rival du PPF), Lucien Rebatet ou Dominique Sordet. Il est signé par « des savants, des professeurs, des journalistes et des écrivains ». Ce sont pour l'essentiel des hommes de lettres plus ou moins célèbres et/ou des journalistes de périodiques parisiens collaborationnistes qui ont signé. Gringoire et L'Émancipation nationale sont cependant publiés en zone sud. On relève aussi quelques clercs, des généraux et plusieurs médecins. Quelques artistes ou/et enseignants pour la plupart peu connus sinon inconnus sont cités parmi les signataires qui se sont ajoutés à la première liste. Six femmes figurent parmi les signataires (Castelot, Delforge, Titaÿna notamment).
Un certain nombre de signataires ont signé d'autres manifestes semblables avant la guerre,  notamment en 1935 le manifeste des intellectuels français pour la défense de l'Occident et la paix en Europe , qui appuyait l'Italie fasciste, ou en 1937 le manifeste aux intellectuels espagnols, qui soutenait les franquistes durant la guerre d'Espagne.

## Réactions et suites
Le journal clandestin Combat, du mouvement de résistance du même nom, signale en mars 1942 que la censure du régime de Vichy n'a pas autorisé la publication du manifeste en zone sud, déclare ne pas s'étonner de voir parmi les signataires « ceux qui depuis l'armistice n'ont plus d'autre règle que la soumission docile à l'ennemi » et dénonce leur « indignation hypocrite ». Un quotidien de la zone sud, La Dépêche, de Toulouse, mentionne cependant le manifeste dans un entrefilet, se contentant d'en publier la première phrase évoquant le « sauvage attentat britannique de la nuit du 3 au 4 mars qui a révolté la conscience du monde civilisé ». L'Émancipation nationale, qui publie le manifeste, a ses bureaux en zone sud, à Marseille. Gringoire publie quelques lignes du manifeste en avril 1942. Le quotidien France, publié à Londres, mentionne un « manifeste des intellectuels nazis de Paris » en réponse aux « raids britanniques sur les établissements industriels français qui travaillent pour l'Allemagne ». 
Dans son journal, Jean Guéhenno écrit le 16 mars 1942 : « Les journaux ont publié ces jours-ci une incroyable protestation des « intellectuels français » contre les « crimes » anglais. (...) Ce texte imbécile, rempli de coq-à-l'âne, évidemment traduit de l'allemand, est signé d'Abel Bonnard, de l'Académie française, Ramon Fernandez, Brasillach, Céline, de Châteaubriant, Drieu La Rochelle, Abel Hermant, Luchaire, La Varende... ». 
Quelques mois plus tard, au lendemain du débarquement allié en Afrique du Nord de novembre 1942, le PPF renouvelle l'opération avec un « manifeste des intellectuels français contre l'agression anglo-américaine », très court, publié dans Le Cri du peuple, Le Matin et Le Petit Parisien, de façon plus discrète toutefois. Il est cosigné par plusieurs signataires du premier manifeste : Ajalbert, Castelot, Cesarini, Châteaubriant, Chaumet, Coston, Boulenger, Delforge, Drieu La Rochelle, Fernandez, Fégy, Henriot, Hermant, Héritier, Jauneaud, Jeantet, Laubreaux, Le Fur, Lesdain, Lestandi, Lèbre, Mauclair, Montandon, Perrot, Ploncard, Sicard, Soupault, Valtry, Wangermez, etc. Et par d'autres personnalités comme Jacques Chardonne, Jean de La Hire ou le professeur Ernest Fourneau,,,,.
En avril 1943, le PPF rejoint un appel d'intellectuels demandant l'intervention du Comité international de la Croix-Rouge en réaction aux bombardements des Alliés en France en publiant sa propre liste d'intellectuels s'associant à cette demande ; elle comprend quelques signataires du manifeste de 1942 : Ajalbert, Blond, Céline, Châteaubriant, G. Claude, Donnay, Drieu La Rochelle, Fernandez, Hermant, Jeantet, Jauneaud, Lestandi, Lèbre, Montandon, Ploncard, Sabatier, Sicard, Suarez, Vincent, Wangermez.
Dominique Fernandez évoque le manifeste dans un livre consacré à son père Ramon Fernandez, publié en 2009.